# تيانو

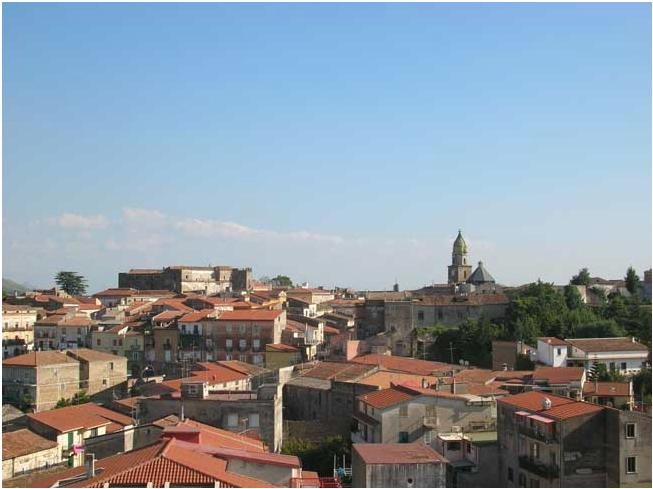
تيانو

تيانو مدينة و بلدية من كامبانيا ، إيطاليا ، في مقاطعة كازيرتا على بعد 30 كلم إلى الشمال الغربي من كازيرتا، و تقع على الخط الرئيسي بين روما ونابولي. تقع عند السفح الجنوبي الشرقي لبركان روكا مونفينا الخامد.

## السكان
في سنة 1861 بلغ عدد السكان 12٬102 نسمة، وتطور العدد ليصل في سنة 2011 لـ 12٬587 نسمة.
يظهر هذا المخطط البياني تطور النمو السكاني لـ تيانو

## توأمة
لتيانو اتفاقيات توأمة مع:
- كالاتافيمي سيجيستا

## أعلام
- غايفر من ساليرنو
- فرانك كابريو